# Summer Bartholomew
 (novembre 2011).
Si vous disposez d'ouvrages ou d'articles de référence ou si vous connaissez des sites web de qualité traitant du thème abordé ici, merci de compléter l'article en donnant les références utiles à sa vérifiabilité et en les liant à la section « Notes et références ».
Summer Bartholomew, de son nom de naissance Summer Robin Bartholomew, née le 20 novembre 1951 à Merced en Californie, est une actrice et mannequin américaine.

## Biographie
En 1973, elle remporte le titre de Miss Oktoberfest.
Summer Bartholomew  remporte le titre de Miss Californie USA et Miss USA 1975, elle est élue deuxième dauphine à l'élection de Miss Univers 1975. 
Elle devient l'hôtesse de l'émission de jeu Sale of the Century à la fin 1984 après une brève période pour essayer pour d'être hôtesse tournant la roue dans La roue de la Fortune en 1982 
Summer est également apparue dans le film Love Is Forever, avec Michael Landon et Priscilla Presley.
A noter que le père de la playmate Summer Altice (miss août 2000) a voulu lui donner ce prénom en hommage à Summer Bartholomew.

## Filmographie
- 1983 : Les évadés du triangle d’or (en) (Love Is Forever) de Hall Bartlett : ?